# Edith Hirsch Luchins
Edith Hirsch Luchins (Brzeziny, Polonia, 21 de diciembre de 1921 - Suffern, Nueva York, 18 de noviembre de 2002) fue una matemática polaco-estadounidense. Su trabajo se centró en la aplicación de principios matemáticos a problemas de la filosofía de la ciencia y la psicología, sobre todo en el campo de la psicología de la Gestalt. El  experimento de la jarra de agua de Luchins y Luchins lleva su nombre y el del psicólogo Abraham S. Luchins.

## Infancia y educación
Edith Hirsch nació en 1921 en Polonia. Emigró a Estados Unidos a los seis años y se instaló con su familia en Nueva York. En el instituto, Hirsch destacó en matemáticas, dando clases particulares a otros estudiantes y ayudando a los profesores con calificaciones. Se licenció en el College de Brooklyn de la Universidad de la Ciudad de Nueva York en 1942 y obtuvo un máster en la Universidad de Nueva York en 1944. Obtuvo el doctorado en la Universidad de Oregón en 1957 con su tesis "On Some Properties of Certain Banach Algebras".

## Carrera profesional
De 1942 a 1943, Luchins trabajó para el gobierno como inspectora de equipos antiaéreos en Sperry Gyroscope. Tras la Segunda Guerra Mundial Luchins empezó sus estudios de doctorado en la Universidad de Nueva York con Kurt Otto Friedrichs y Richard Courant mientras comenzaba su carrera docente en el College de Brooklyn de la Universidad de la Ciudad de Nueva York. Dejó en suspenso su formación académica durante varios años por motivos personales; sin embargo siguió investigando y publicando artículos sobre matemáticas educativas junto a su marido.
Tras obtener su doctorado en 1957, Luchins volvió a dedicarse a la enseñanza, dando clases durante cuatro años en la Universidad de Miami antes de ser nombrada profesora asociada en Instituto Polítécnico Rensselaer en 1962. En 1970, se convirtió en la primera mujer profesora titular de Rensselaer, donde permaneció hasta su jubilación en 1992.

## Reconocimientos
El éxito de Luchins en la enseñanza y el asesoramiento a los estudiantes fue reconocido a lo largo de su carrera con diferentes premios: el Premio a la Enseñanza Distinguida Rensselaer, el Premio Darrin de Asesoramiento, el Premio Martin Luther King Jr. y el Premio de la Asociación de Antiguos Alumnos de Renseealaer. Fue nombrada miembro de la Asociación Estadounidense para el Avance de la Ciencia en 1982. En 1998, Luchins aceptó ser miembro honorífico de la Society for Gestalt Theory and its Applications .

## Vida personal
En 1942 se casó con Abraham Luchins, psicólogo educativo. La pareja tuvo cinco hijos juntos.

## Publicaciones Seleccionadas
- 1947 (with Abraham S. Luchins): A Structural Approach to the Teaching of the Concept of Area in Intuitive Geometry
- 1953 (with Abraham S. Luchins): The Satiation Theory of Figural After-Effects and Gestalt Principles of Perception
- 1959 (with Abraham S. Luchins): Rigidity of Behavior - A Variational Approach to the Effect of Einstellung. University of Oregon Books: Eugene, Oregon.
- 1965 (with Abraham S. Luchins): Logical Foundations of Mathematics for Behavioral Scientists. Holt, Rinehart: New York.
- 1969 (with Abraham S. Luchins): The Search for Factors that Extremize the Autokinetic Effect. Faculty-Student Association: State University of New York at Albany.
- 1979: Sex Differences in Mathematics: How Not to Deal with Them. American Mathematical Monthly.